# Arctesthes
Arctesthes – rodzaj motyli z rodziny miernikowcowatych i podrodziny Larentiinae. Występuje endemicznie na Wyspie Południowej Nowej Zelandii. Obejmuje 4 opisane gatunki.

## Morfologia

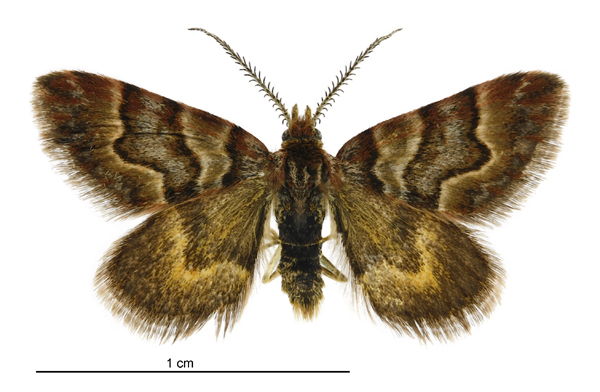
Samiec Arctesthes siris

Motyle te osiągają od 14 do 22 mm rozpiętości skrzydeł, będąc niewielkimi przedstawicielami podrodziny. Głowa u samicy ma niezmodyfikowane czułki, natomiast u samca na biczyku występuje grzebykowanie o ząbkach od trzech do pięciu razy dłuższych niż szerokości członów. Przednia para skrzydeł ma ubarwienie maskujące, natomiast tylna, schowana pod przednią w spoczynku, ma kolor pomarańczowo-czarny. 
Odwłok u samca ma uwstecznione segmenty siódmy i ósmy, a sternum siódmego zaopatrzone jest w krótkie, wywracalne kieszonki, zwane coremata. Genitalia samca mają wąski, zakrzywiony, palczasty unkus, bardzo krótkie do przeciętnie długich labidy, podługowatą walwę z kostą zesklerotyzowaną na około połowie jej długości i wystającą poza jej obrys, zakończony wyrostkiem sakulus, pojedynczą i językowatą jukstę, silnie wiórkowaną lub grubo kolczastą grzbietową poduszeczkę maniki, zwężającą się fallobazę oraz zaopatrzoną w ciernie wezykę. Skleryt kostalny ma małe rozmiary i gładką powierzchnię. Odwłok samicy ma ósme sternum z wąskim, paskowatym sklerytem. Samica ma pokładełko z papillami analnymi formującymi zwartą poduszeczkę silnie porośniętą szczecinkami. Poza tym genitalia samicy cechują się długimi i wąskimi gonapofizami tylnymi, znacznie krótszymi i grubszymi gonapofizami przednimi, lekko błoniastym, zaokrąglonym i pozbawionym znamienia korpusem torebki kopulacyjnej oraz kanalikiem nasiennym (ductus seminalis) wychodzącym grzbietowo z miejsca łączenia korpusu torebki kopulacyjnej z jej przewodem (ductus bursae).

## Ekologia i występowanie
Imagines są aktywne za dnia. Odżywiają się nektarem kwiatowym, np. jeżyc i goryczek. Gąsienice są polifagiczne. Żerują na niskich roślinach zielnych należących do różnych rodzin.
Wszystkie gatunki występują endemicznie na Wyspie Południowej Nowej Zelandii. Zamieszkują otwarte siedliska trawiaste na terenach nizinnych, podgórskich i górskich. Najwyżej spotykany jest A. siris, do wysokości 1850 m n.p.m.

## Taksonomia
Rodzaj ten po raz pierwszy wprowadzony został w 1884 roku przez Edwarda Meyricka pod nazwą Stratonice. Gatunkiem typowym wyznaczył on opisaną w 1877 roku przez Arthura Gardinera Butlera Fidonia catapyrrha. Nazwa Stratonice okazała się jednak młodszym homonimem nazwy rodzajowej wieloszczeta wprowadzonej w 1867 roku przez Andersa Johana Malmgrena. W związku z tym Meyrick wprowadził w 1885 roku nową nazwę Arctesthes. W 1986 roku Robin C. Craw dokonał redeskrypcji rodzaju. W 2019 roku Brian H. Patrick, Hamish J.H. Patrick i Robert J.B. Hoare dokonali rewizji taksonomicznej rodzaju, opisując nowe gatunki.
Do rodzaju tego zalicza się 4 opisane gatunki:
- Arctesthes avatar Patrick, Patrick & Hoare, 2019
- Arctesthes catapyrrha (Butler, 1877)
- Arctesthes siris (Hudson, 1908)
- Arctesthes titanica Patrick, Patrick & Hoare, 2019